# Riva del Garda
Riva del Garda (krátce Riva) je město v Itálii, v oblasti Tridentsko-Horní Adiže, v provincii Trentino.

## Geografie
Riva del Garda leží na severním břehu Gardského jezera (italsky Lago di Garda), 65 m nad hladinou moře. U města jsou vinice a olivové háje. Oblast leží ve Východních Alpách, respektive v Jižních vápencových Alpách, jejichž nejvyšším vrcholem je Ortles (3 905 m). Nachází se ve skupině Brešských Alp a Gardských hor, kde jsou nejvyššími horami Monte Cadria (2 254 m) a Monte Baldo (2 218 m). Přímo nad městem, západně, je nejvyšším vrcholem Monte Rocchetta (1 575 m).

## Historie

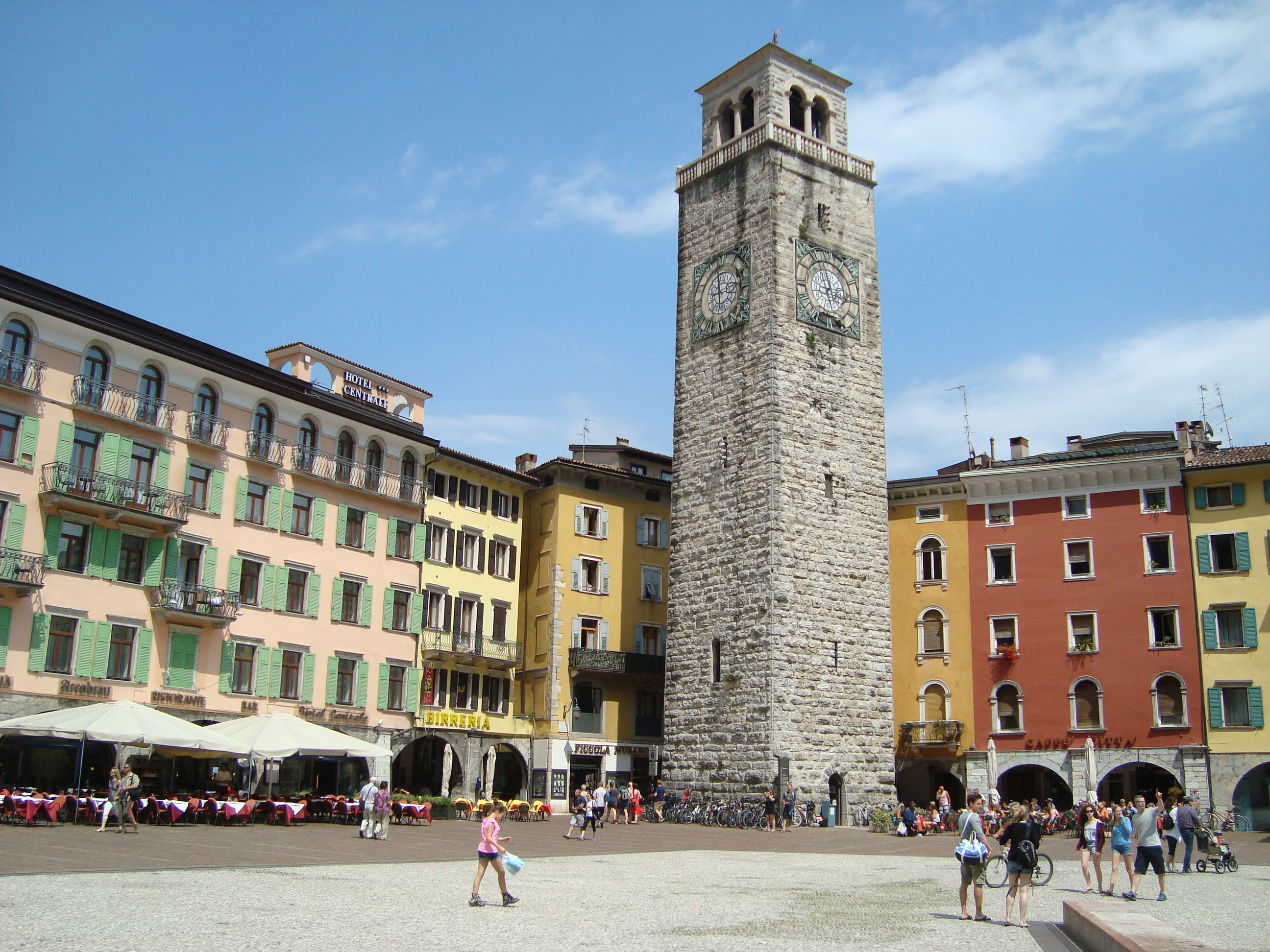
Piazza 3 Novembre

V Rivě a okolí jsou četné nálezy z dob Římské říše. Po pádu Západořímské říše následovala nadvláda Gótů, Langobardů a Franků. Později se město dostalo do sféry vlivu biskupa tridentského sídlícím ve městě Trident (Trento). Za této vlády bylo samostatnou obcí s vlastními stanovami. Následovalo střídání vlivů Scaligerů z Verony, Viscontiů z Milána, Benátské republiky a opět biskupa z Trenta. Od 17. století bylo město Riva del Garda součástí provincie Trento. Po napoleonských válkách náleželo Rakouskému císařství, respektive Rakousku-Uhersku. Od 3. listopadu 1918 je součástí Italského království a následně Italské republiky.

## Město

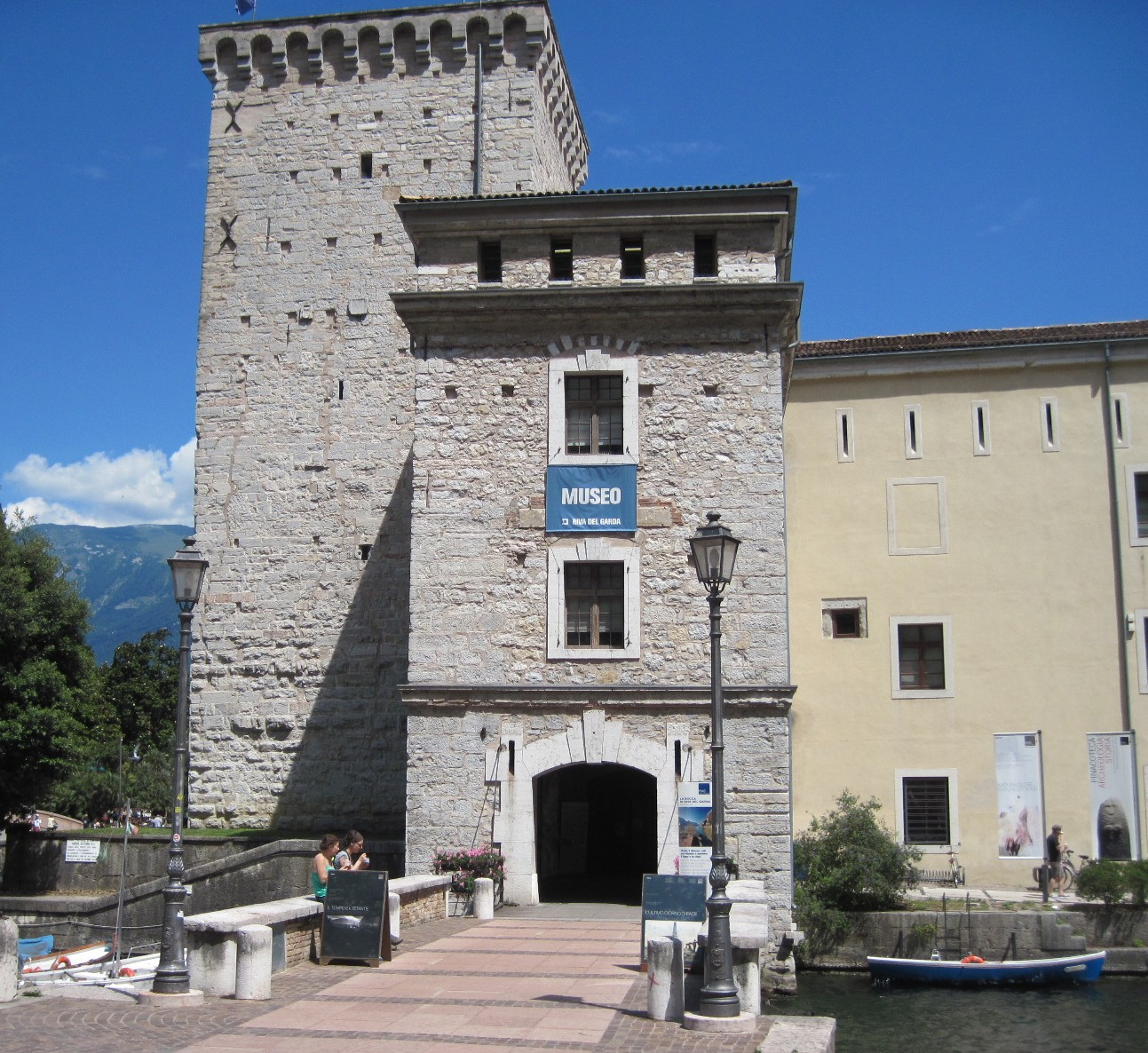
Vodní tvrz Rocca di Riva, v současnosti městské muzeum (Museo Civico)

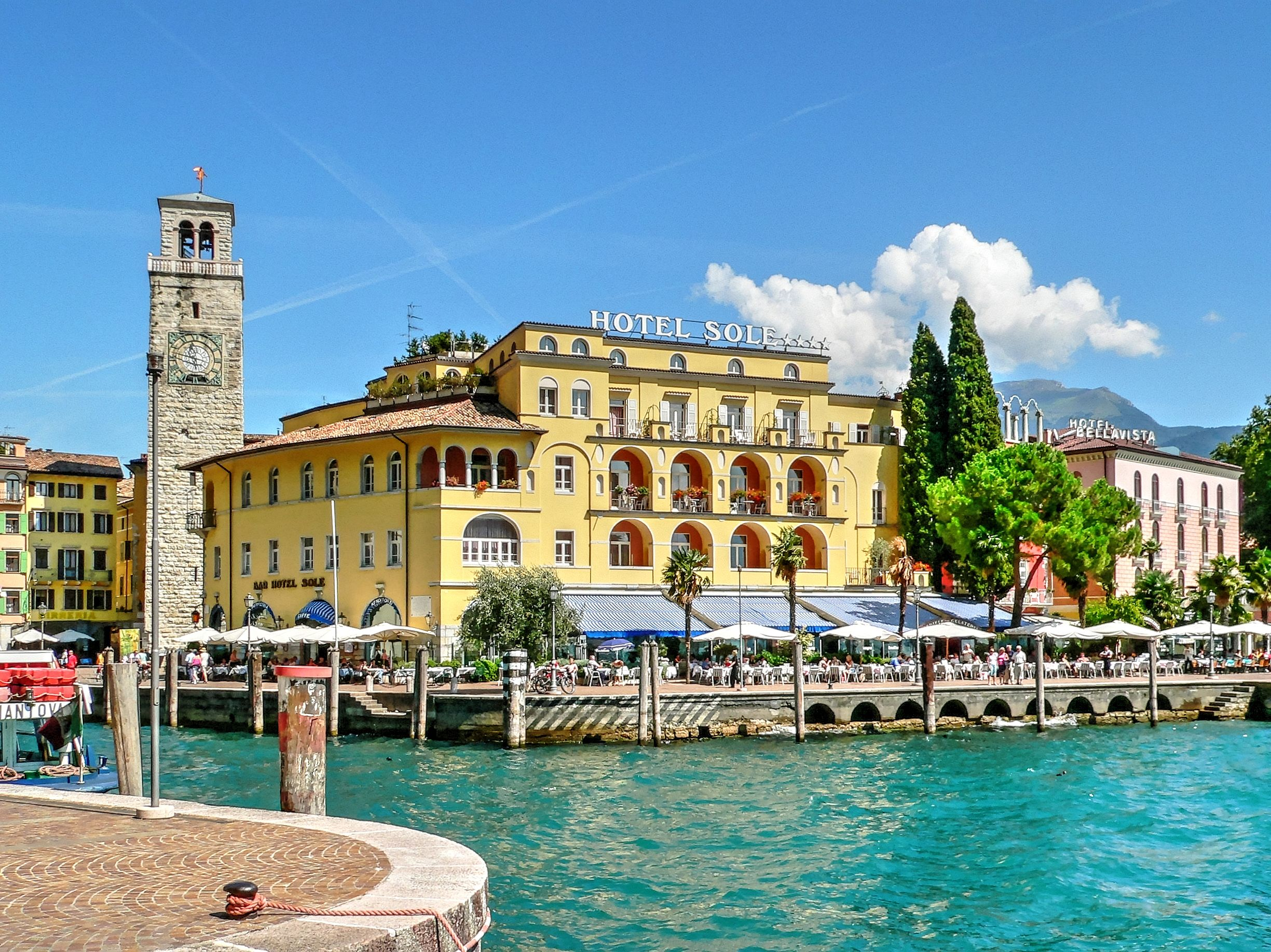
Pobřežní promenáda s městskou bránou Torre Apponale, 2005

Historická část města Riva del Garda má středověký ráz s původními ulicemi a náměstími, z nichž některé mají domy s arkádami. Středem města je náměstí Piazza 3 Novembre. Na východní straně náměstí stojí středověká kamenná věž Torre Apponale, poprvé zmiňovaná v roce 1273, stavba je však staršího data. Je 34 m vysoká. V západní části náměstí se nachází Palazzo Pretorio z roku 1375 a Palazzo del Proveditore z konce 15. století. Obě budovy slouží jako radnice.
Východně od Piazza 3 Novembre najdeme o něco větší náměstí Piazza Garibaldi. Pod náměstím leží vodní tvrz Rocca di Riva, vystavěná již ve 12. století. V opevnění se nachází městské muzeum Museo Civico se sbírkami o historii města a oblasti. Jsou zde rovněž sály, které se využívají k přednáškám a pořádání kongresů. Tvrz je obehnána vodním příkopem a vybavena padacím mostem.
Severně od tvrze leží náměstí Piazza Cavour s hlavním kostelem ve městě S. Maria Assunta. Původní románsko-gotický kostel ze 14. století byl v roce 1728 barokně přestavěn. Severně od kostela najdeme městskou bránu Porta San Michele ze 13. století. Původně byla součástí městských hradeb. Za branou se nachází pěší zóna a jedna z hlavních ulic Viale Dante Alighieri s obchody, restauracemi a penzióny. Západním směrem pak leží druhá z městských bran Porta San Marco z 11. století.
Západně nad městem, ve spodní části hory Monte Rocchetta se nachází menší hrad Bastione, ještě nad ním je malá kaple Santa Barbara. Na úpatí hory Monte Rocchetta byla v letech 1928–1931 postavena velká budova centrály vodní elektrárny Ponale, která je poháněna vodou z Ledrenského jezera, přiváděnou potrubím. Architektem této monumentální budovy byl Giancarlo Maroni. Na osamocené hoře Monte Brione, která se nachází východně od města a odděluje je od sousedního města Torbole, byl zřízen biotop.

### Městské části
Městské části (frazione) Rivy jsou následující: Campi, Pregasina, Sant'Alessandro a Varone.
Od samotného města dosti vzdálená horská vesnice Pregasina je nejlépe dostupná oklikou po moderní silnici směrem na Ledrenské jezero (Lago di Ledro). Pod horským masivem tam vedou tři tunely s délkou zhruba 1,1 km, 3,0 km a 1,0 km. Od tamějšího kostelíka je nádherný pohled na Gardské jezero a město Riva del Garda.

## Okolí města
Geologicky zajímavá místa jsou u jezer Lago di Tenno a Lago di Ledro a také vodopády Varone. V městečku Molina di Ledro se nachází malé paleoetnografické muzeum.
5 km severovýchodně od Rivy leží město Arco s malebnou zříceninou středověkého hradu (Castello di Arco) na vysokém kopci. Ve městě je krásný park (Parco Arciducale). Blízké město Torbole na břehu Gardského jezera je dostupné jak po silnici, tak lodní dopravou.

## Sport
Riva del Garda je oblíbeným místem pro horskou cyklistiku, vede odtud několik cyklistických tras. Díky větru Ora, který fouká každý den odpoledne, je Riva ideálním místem pro windsurfing. Oblíbená je také turistika a horolezectví.

## Fotogalerie

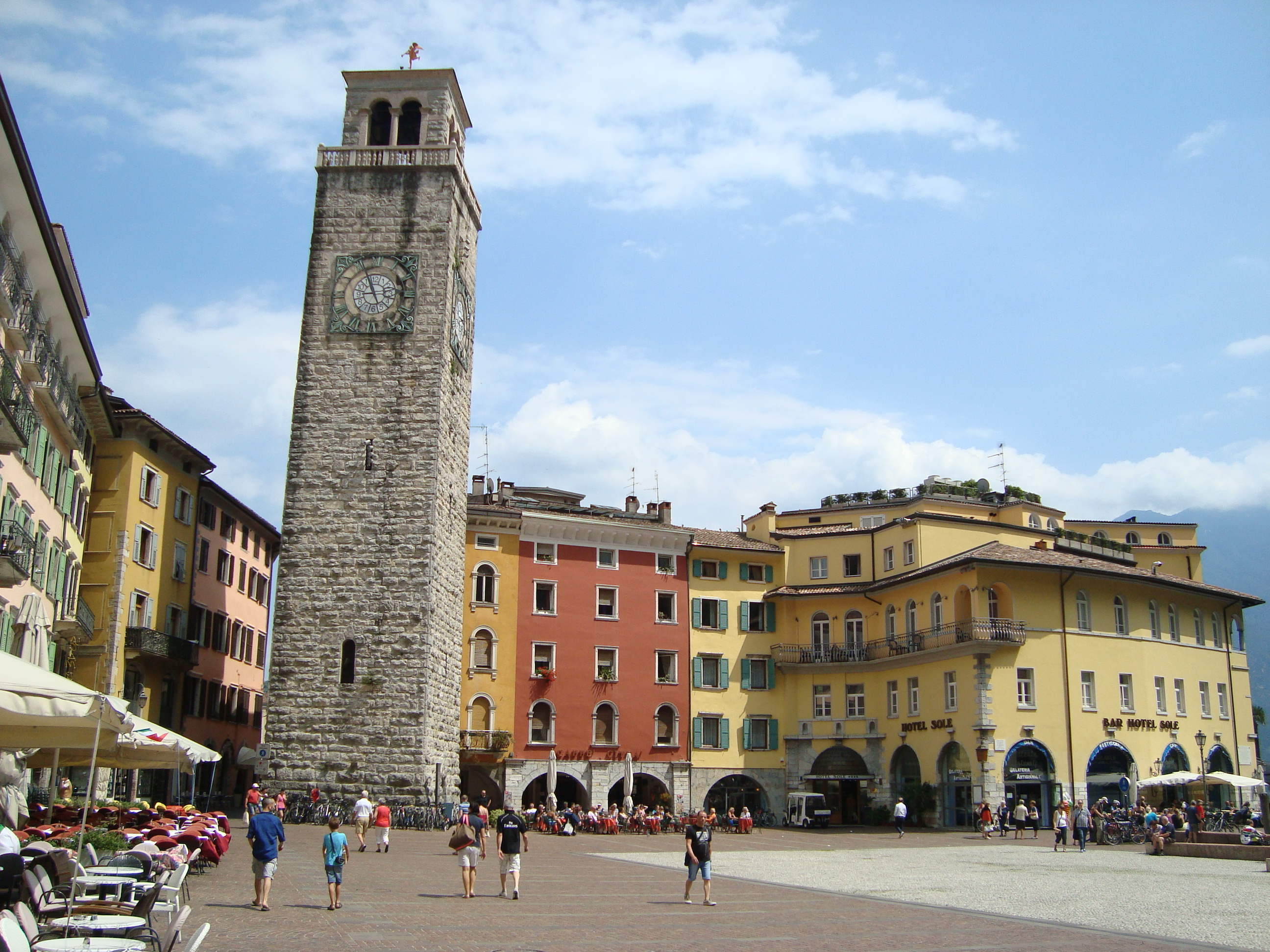
Piazza 3 Novembre a Torre Apponale
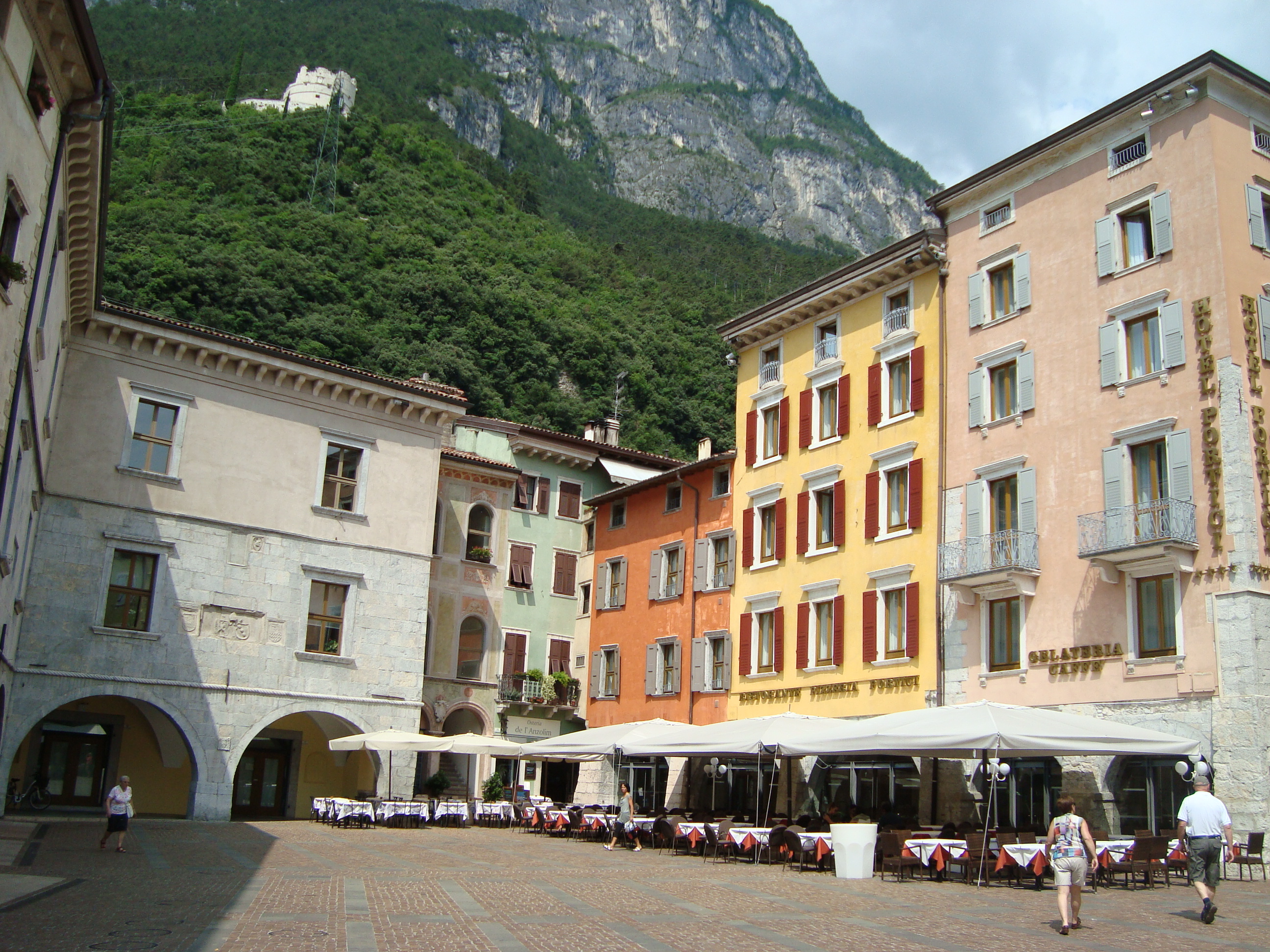
Západní část náměstí a hrádek Bastione
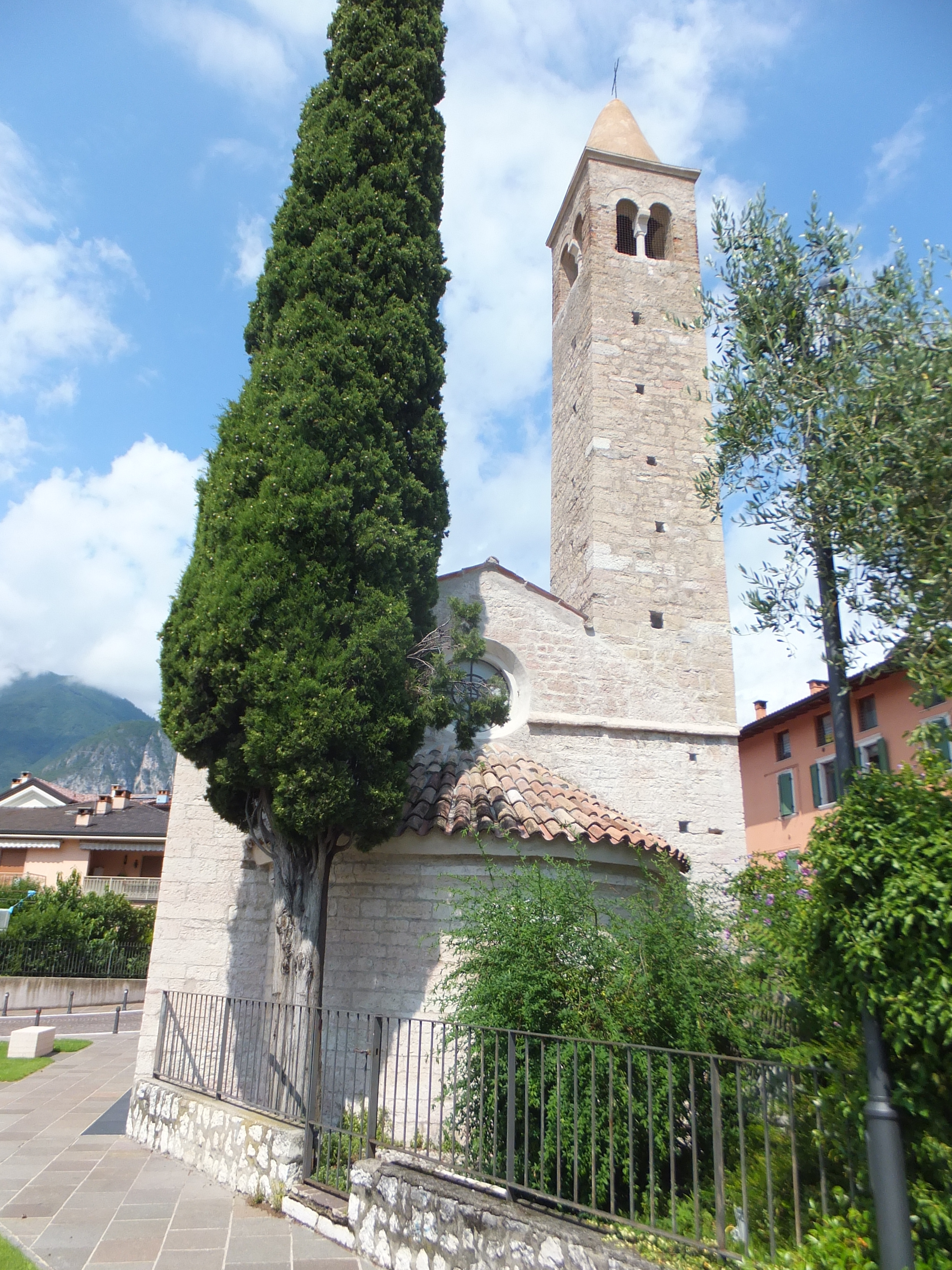
Kostel Svatého Tomáše
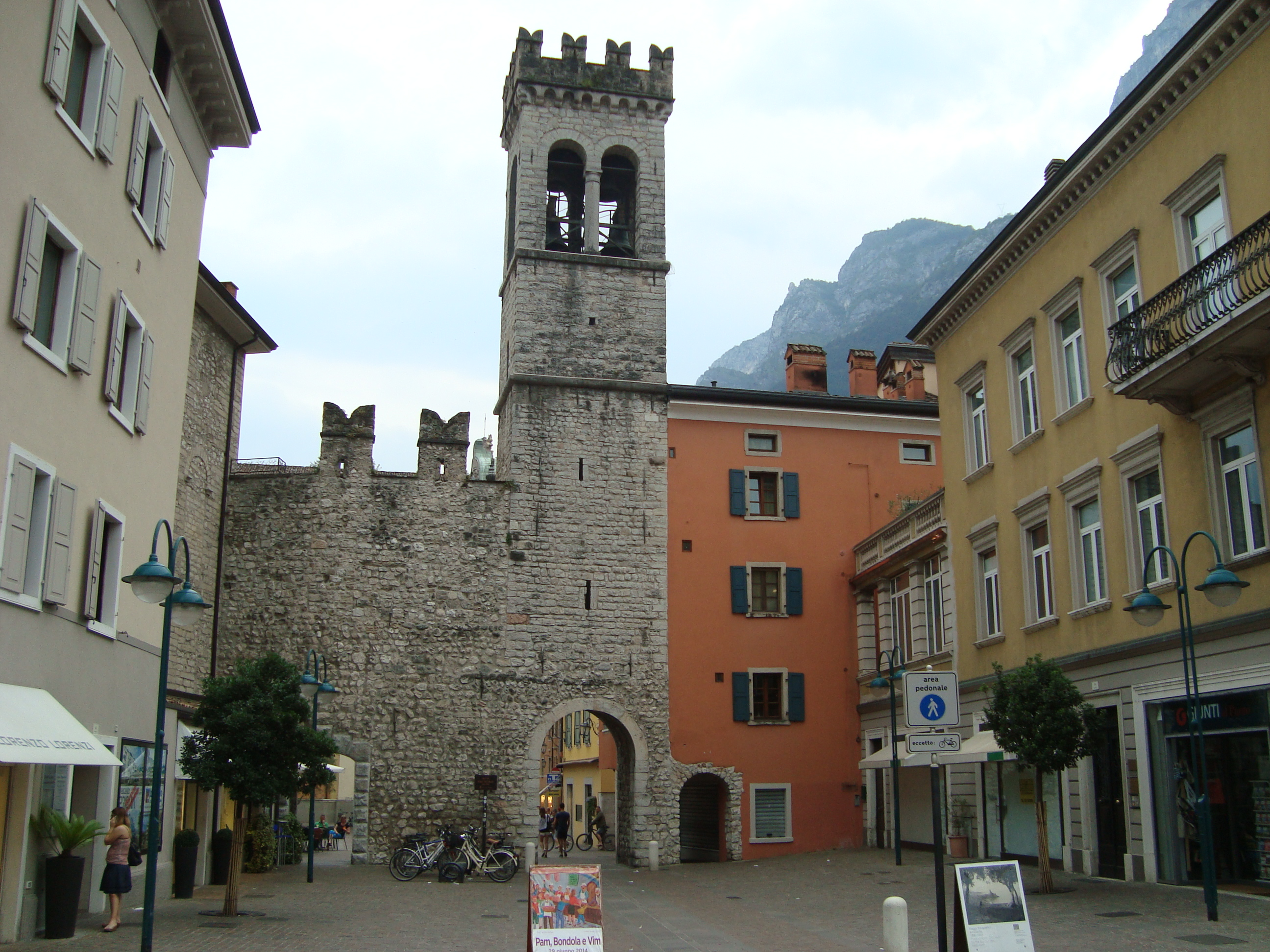
Městská brána Porta San Michele
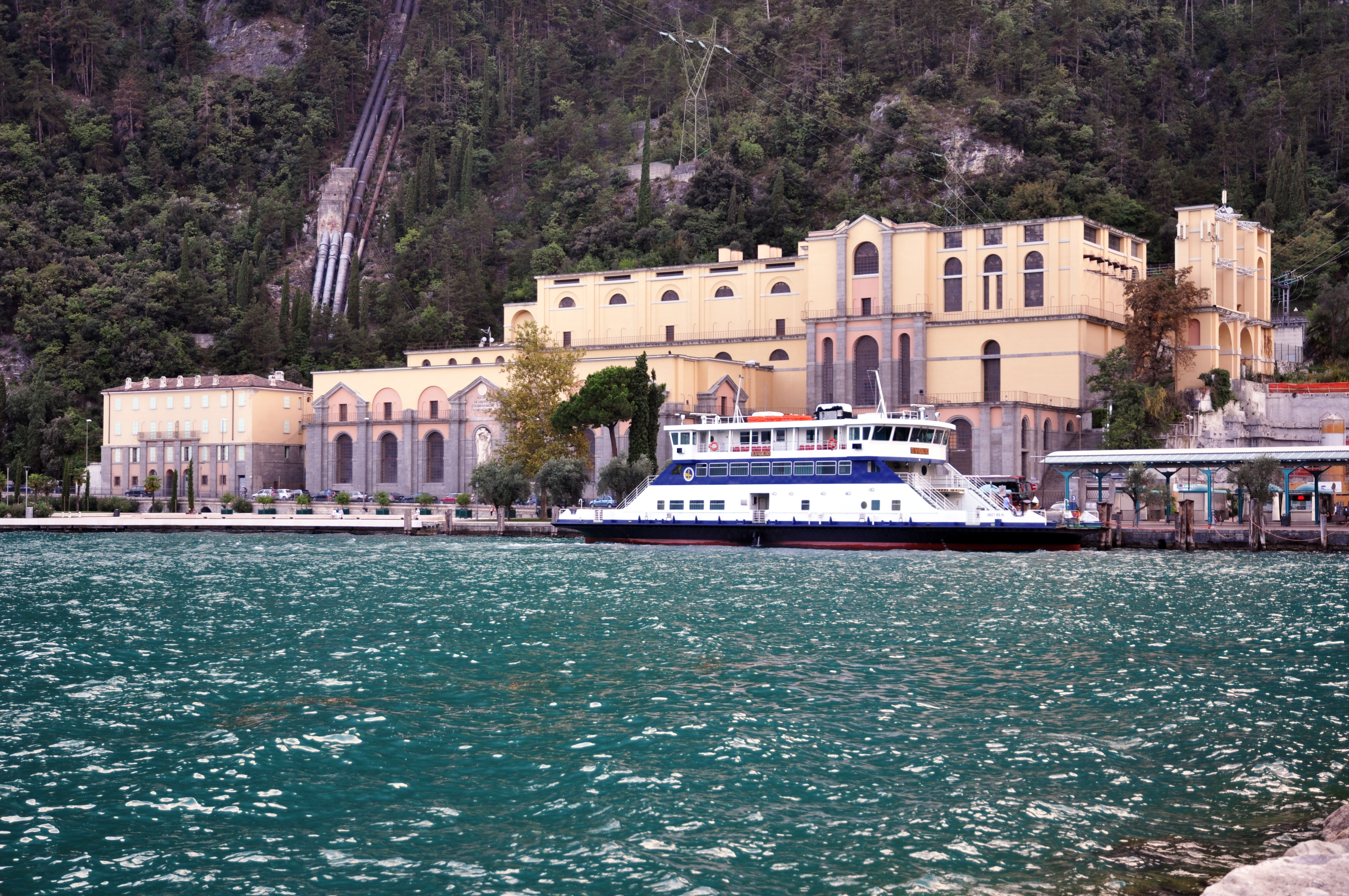
Vodní elektrárna Ponale z let 1928–1931 s vodním potrubím
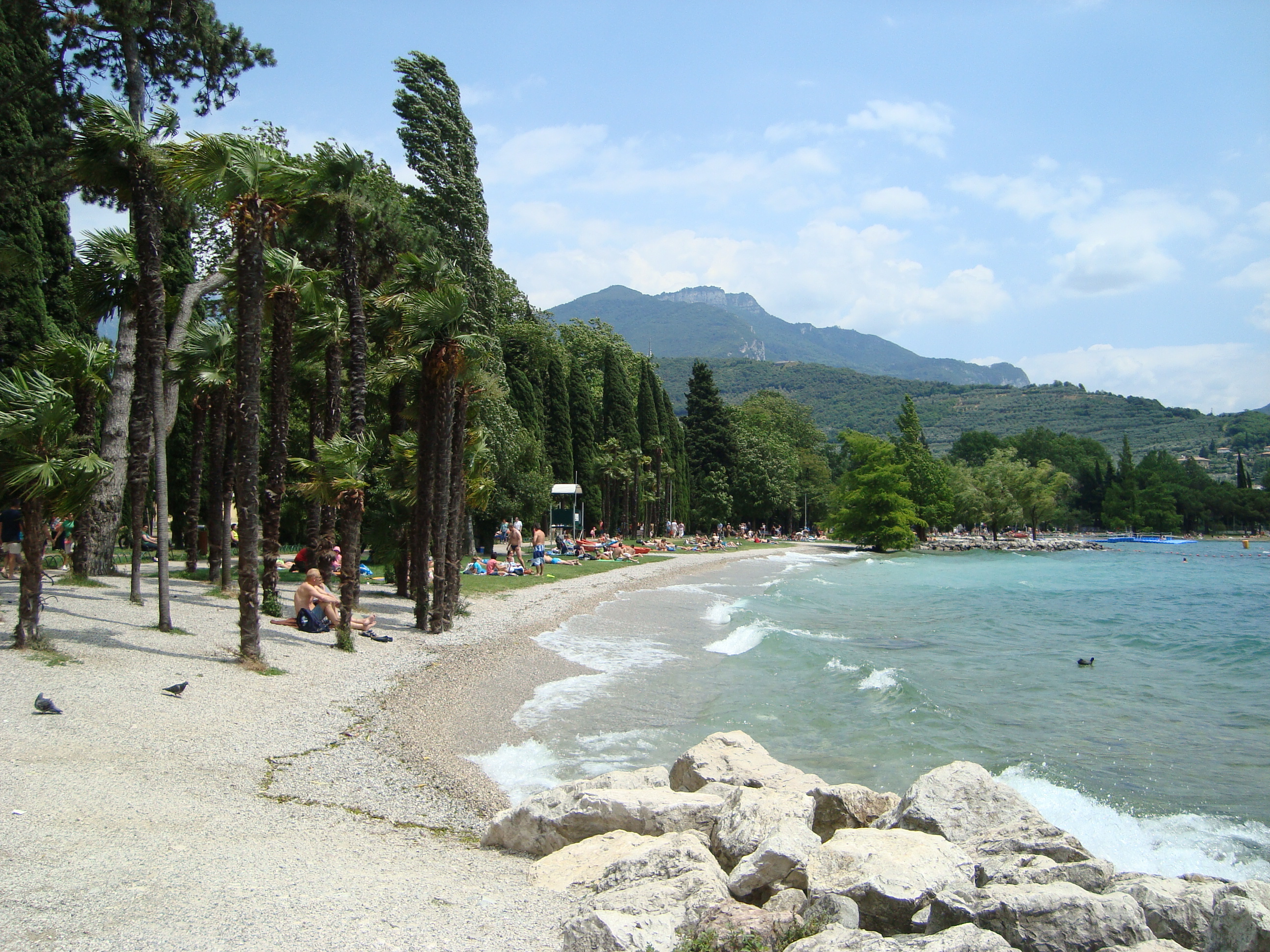
Pobřeží Lago di Garda
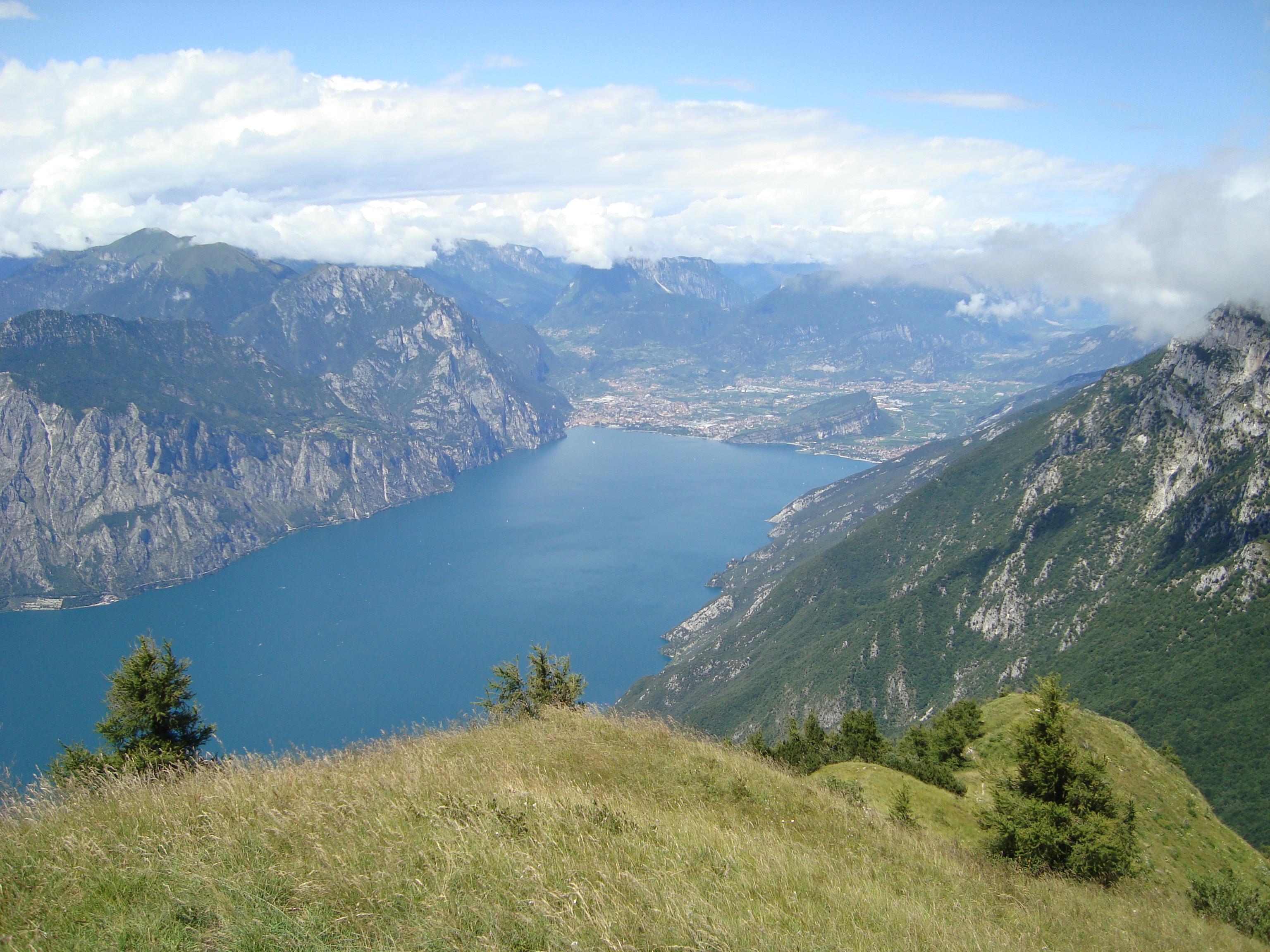
Pohled na Rivu z Cima di Ventrar, vlevo
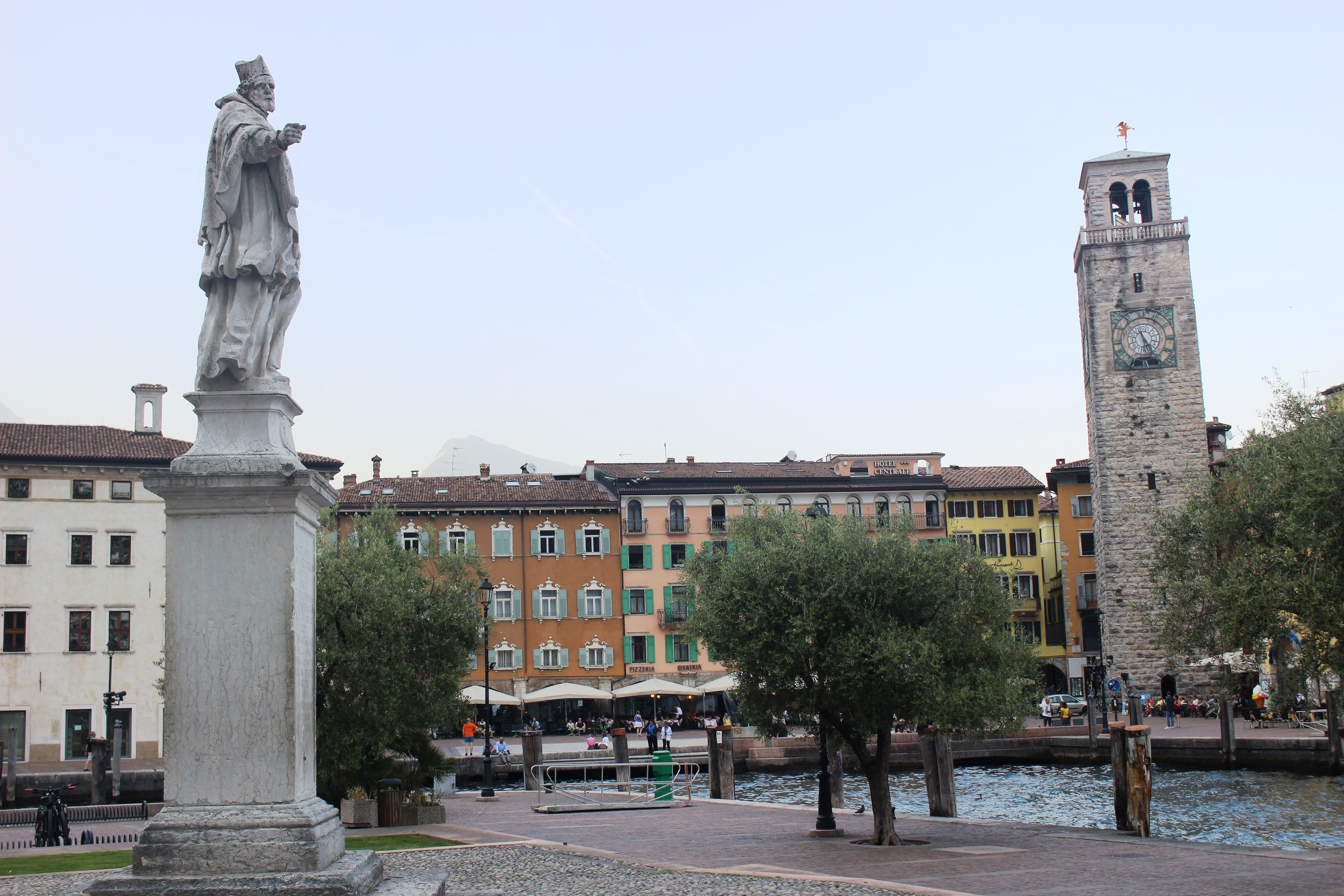
Sv. Jan Nepomucký v přístavu Riva del Garda
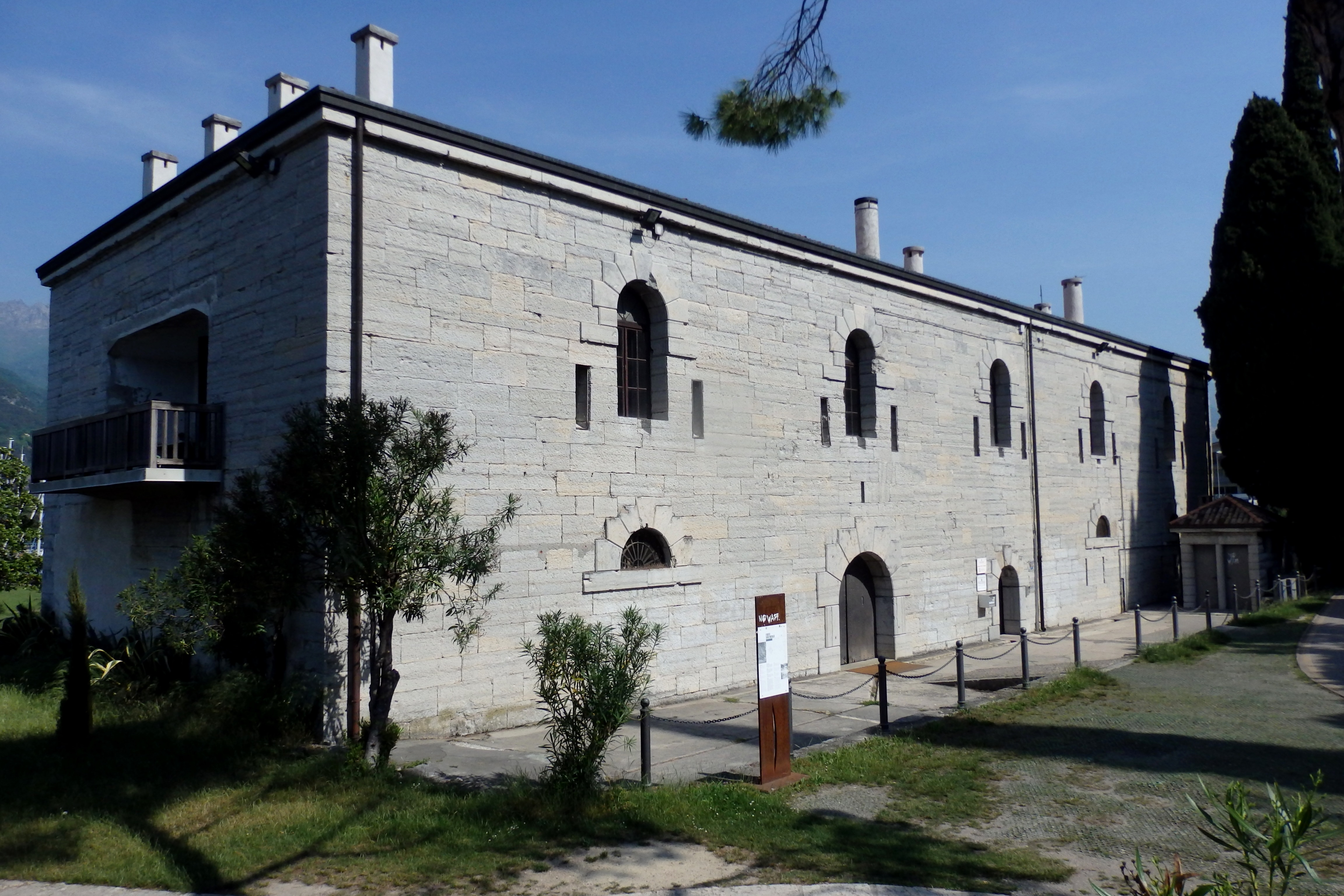
Pevnost San Nicoló
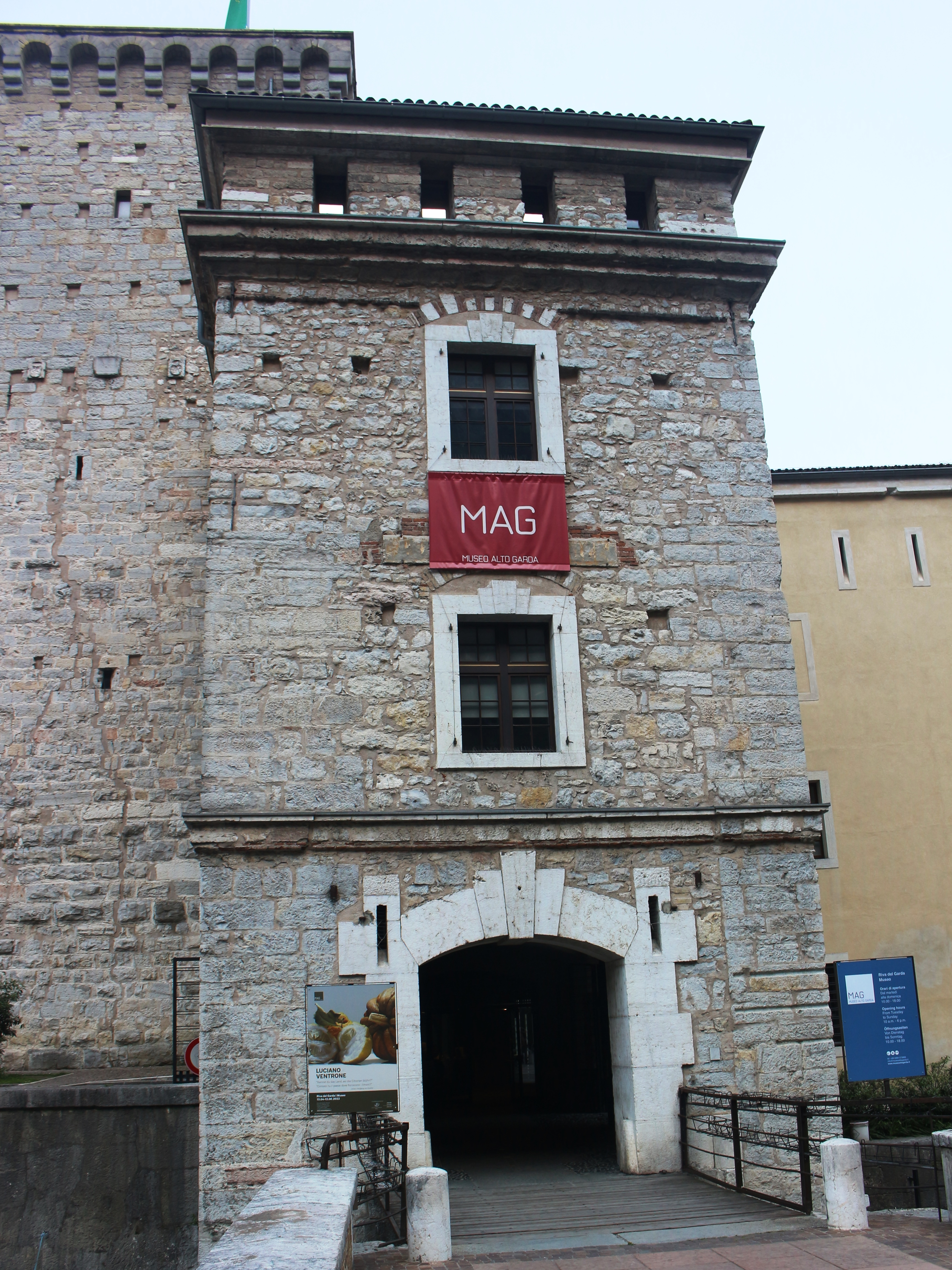
Muzeum v Rocca di Riva